# Bytantaj
Bytantaj (rusky Бытантай, jakutsky Бытантай) je řeka v Jakutské republice v Rusku. Je dlouhá 586 km. Plocha povodí měří 40 200 km².

## Průběh toku
Pramení na východním svahu Verchojanského hřbetu a protéká převážně mezi jeho výběžky. V jejím povodí se nachází přibližně 2000 jezer. Ústí zleva do Jany.

### Přítoky
- zprava – Billjach, Těnki
- zleva – Chobol, Aččygyj-Sakkyryr, Ulachan-Sakkyryr, Kulgaga-Suoch